# لکتیکن
لکتیکَـن‌ها (انگلیسی: Lectican) یا هیالکتان‌ها خانواده‌ای از پروتئوگلیکان‌ها هستند که بخشی از ماتریکس برون‌یاخته‌ای را تشکیل می‌دهند. این خانواده چهار عضو دارد: اگریکَن، برویکَن، نوروکَن و ورسیکَن.
لکتیکَـن‌ها با اسید هیالورونیک و تناسین-آر واکنش شیمیایی انجام داده و نوعی «کمپلکس سه‌جانبه» (Ternary complex) می‌سازند.
اگریکَن بیشتر در غضروف، ورسیکَن در بسیاری از بافت‌های همبند همچون ماهیچه‌های صاف جدار رگ‌ها، سلول‌های بافت پوششی پوست و سلول‌های دستگاه عصبی (مرکزی و محیطی) و سرانجام دو پروتئین برویکَن و نوروکَن بیشتر در بافت‌های عصبی دیده می‌شوند.